# Dark Cloud
Dark Cloud (jap. ダーククラウド, Dāku Kuraudo) ist das erste Videospiel des Entwicklerstudios Level-5. Es verbindet die Genres Action-Rollenspiel und Simulation miteinander. Ein Nachfolger des Spiels, Dark Chronicle, wurde in Nordamerika unter dem Titel Dark Cloud 2 veröffentlicht. Im Jahr 2004 wurde auf der Spielemesse E3 als weiterer Nachfolger Dark Cloud 3 genannt, doch ist nicht bekannt, ob das Projekt auch verwirklicht wurde. Es wird daher spekuliert, dass im Laufe der Entwicklung des Spiels Rogue Galaxy dieses als  Dark Cloud 3 herausgebracht werden sollte.

## Handlung
Das Spiel beginnt mit einer Gruppe unter der Führung von Colonel Flag, die eine Zeremonie abhält, um den Dunklen Djinn zu befreien. Colonel Flag plant, den Djinn für militärische Aktionen zu gebrauchen. Während die Einwohner des Ortes Nolune ein Erntedankfest feiern, beginnt der Dunkle Djinn damit, die Stadt zu zerstören. Der Feenkönig zaubert einen Schutzwall um die Stadt sowie weitere um andere Städte in verschiedenen Teilen der Welt. Dieser Zauber bewirkt, dass die Bestandteile der Stadt sowie deren Bewohner lediglich verstreut und versteckt, anstatt zerstört und getötet werden.
Toan, ein Einwohner von Nolune, erhält den Stein Atlamillia von dem Feenkönig und erfährt, dass er durch verschiedene Dungeons auf der ganzen Welt reisen muss, um die verlorenen Bewohner wiederzufinden und die Städte wieder aufzubauen.

### Charaktere
Das Spiel beinhaltet einige spielbare Charaktere, wie es bei allen Rollenspielen der Fall ist. Jeder Charakter kann umbenannt werden. Jede Figur hat ihre speziellen Fertigkeiten und Kampftechniken, die bei der Erkundung der Dungeons individuell eingesetzt werden müssen.
- Toan ist der Protagonist des Spiels, der mit Dolchen, Messern und Schwertern kämpft. Toan kommt aus dem Dorf Nolune und spricht während des ganzen Spiels nicht. Nach dem Intro wird er vom Feenkönig beauftragt, die zerstörte Welt wieder aufzubauen. Er gibt Toan den Stein Atlamillia, mit dem es ihm möglich sein soll, die versteckten und zerstreuten Teile der Welt aufzunehmen und zu reparieren. Während des Spiels lernt Toan weitere Mitstreiter kennen, die ihn bei seinem Vorhaben unterstützen.
- Xiao ist ein Katzenmädchen, das durch einen Wandeltrank erst ihre halbmenschliche Gestalt annahm. Sie ist äußerst anhänglich und sehr geschickt im Umgang mit der Schleuder.
- Goro ist ein aggressiver Junge aus dem Dorf Poacher. Anfangs noch als stures Kind zu sehen, ändert sich seine Lebensmaxime, als Toan ihn das Amulett seines verstorbenen Vaters überreichte und fasst den Entschluss mitzuziehen, um außerdem der stärkste Jäger aller Zeiten zu werden. Riesige Hammer sind seine bevorzugten Waffen.
- Ruby ist ein hübsches Mädchen aus Queens, die mit einem magischen Ring in den Kampf zieht. Sie wurde vom Bürgermeister der Stadt ständig in einer Wunderlampe festgehalten, weil sie eine Nervensäge sein soll.
- Ungaga ist ein mürrischer Mann aus der Stadt Muska Lacka, der seinen Mut verloren hatte, weil er denkt, das es seine Schuld ist, das Dorf damals nicht beschützen zu können. Der Stab ist seine bevorzugte Waffe.
- Osmond ist ein sonderbarer Mond-Mann, der mit einem umfangreichen Arsenal an Waffen ausgestattet ist.
- Der dunkle Djinn ist der Hauptantagonist des Spiels, der von Colonel Flag befreit wurde, in Erwartung, mit ihm die Welt erobern zu können (nicht spielbar).
- Seda ist der ehemalige Herrscher eines alten Königreiches (nicht spielbar). Seda handelte einen Vertrag mit dem Bösen aus, um seine Feinde zu töten. Als seine Verlobte Sophia ermordet wurde, gebar sein Hass den dunklen Djinn.
- Dran, der Gott aller Bestien, ist der Wächter des Dorfes Nolune und steht zu Beginn des Spiels noch unter dem Einfluss des dunklen Djinn (nicht spielbar). Er erscheint im späteren Spielverlauf erneut, als die Gruppe sich auf den Weg zum Himmlischen Schloss macht.

## Spielprinzip
Dark Cloud ist ein Rollenspiel, in dem der Spieler in zufällig generierten Dungeons Monster bekämpft und Items sammelt. Im Gegensatz zu den meisten RPGs erhöht sich aber nicht die Spielstufe des Spielers durch zunehmende Erfahrung, sondern die seiner Waffen (ähnlich wie z. B. in Blade Dancer). Die Spielfigur wird lediglich durch den Verzehr bestimmter Nahrungsmittel stärker. Die Waffen steigen in ihrem Level, je öfter sie benutzt werden. Dabei muss der Spieler den Zustand einer Waffe beobachten, denn je öfter sie eingesetzt wird, desto höher ist ihr Verschleiß und sie wird letztendlich unbrauchbar. Damit dieser Fall nicht eintritt, muss sie laufend repariert werden. Diese Option stieß bei vielen Kritikern und Spielern zunächst auf Ablehnung.
Nach dem Durchspielen ist es möglich, den bis dahin versteckten Dungeon Demon Shaft mit 100 Ebenen zu spielen. Alle 20 Ebenen wechseln die Elemente und es gilt, andere Monster zu besiegen. Der Endgegner ist der Black Knight. Nachdem dieser besiegt wurde, erhält der Spieler das Chronicle 2 Schwert, das mächtigste Schwert des Spieles.
Weiterhin beinhaltet das Spiel zum Zeitvertreib ein Angelspiel. Dort gibt es verschiedene Dinge zu gewinnen, die aber für das Vorankommen im weiteren Spielverlauf nicht relevant sind.

### Georama Modus
Einen großen Platz im Spiel nimmt der Georama Modus ein. Dabei werden bestimmte Items gebraucht, die in den Dungeons gefunden werden können (so genannte Atla), um die Oberwelt ähnlich wie in ActRaiser oder bei einer Aufbausimulation wie z. B. SimCity neu zu gestalten. Diese Items sind spezielle Häuser von Bewohnern eines Ortes, dazu Bäume, Straßen, Brunnen, Brücken etc. Nachdem die Bewohner in die Stadt zurückgekehrt sind (auch diese gilt es als Items zu finden), müssen sie angesprochen werden, um herauszufinden, wie ihre Vorstellungen in Bezug auf das Aussehen der Stadt sind. Dazu gehören z. B. besondere Gegenstände, die in der Nähe bestimmter Häuser stehen sollen, oder einer der NPC möchte gerne in der Nähe eines anderen wohnen oder auch nicht. Je besser diese Aufgaben erfüllt werden, desto höher entwickelt sich der Fortschritt. Ist es dem Spieler gelungen, alle Wünsche in einer Stadt zu 100 % zu erfüllen, erhält er als Geschenk ein spezielles, meist besonders starkes Item oder eine ausgefallene Kampftechnik steht von nun an zur Verfügung.